# Chavanon
Der Chavanon (im Oberlauf: Ramade) ist ein Fluss in Frankreich, der in der Region Nouvelle-Aquitaine verläuft und auch die Nachbarregion Auvergne-Rhône-Alpes berührt. Er entspringt als Ramade im Gemeindegebiet von Crocq, im Regionalen Naturpark Millevaches en Limousin, entwässert generell Richtung Südost, an der Ostgrenze des Regionalparks, und mündet nach rund 54 Kilometern bei Confolent-Port-Dieu aus der Schlucht Gorges du Chavanon als rechter Nebenfluss in die Dordogne.
Auf seinem Weg durchquert der Chavanon die Départements Creuse sowie Corrèze und berührt auch das benachbarte Département Puy-de-Dôme.

## Orte am Fluss
- Laroche-près-Feyt
- Bourg-Lastic
- Merlines
- Saint-Étienne-aux-Clos